# トゥトブ・ナムゲル

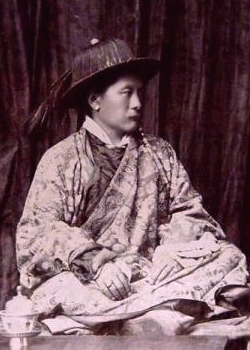
トゥトブ・ナムゲル

トゥトブ・ナムゲル（Thutob Namgyal, 1860年 - 1914年2月11日）は、インド、シッキム王国（ナムゲル朝）の第9代君主（在位：1874年 - 1914年）。

## 生涯
1860年、シッキム王ツグプ・ナムゲルの息子として生まれた。
1874年4月、兄王シケオン・ナムゲルの死により、王位を継承した。
父の代に結ばれた1861年条約の締結により、シッキム王国は国権を奪われていたが、宗主国チベットはイギリスの帝国主義を嫌っていた。チベットはこの条約を無視し、1887年にジェレプ・ラ峠を越えてシッキム領内で要塞を建設し、兵を送り込んだ。
イギリスはトゥトブにチベットの要塞建設の抗議を行ったが、トゥトブはチベット、清朝の力を背景にこれを拒否した。イギリスは要塞のチベット軍を撃退したのち、チュンビ峡谷を占拠した。
清朝は事態を重く見て、イギリスとの会談を重ねた結果、1890年に両国の間にチベット及びシッキムに関するイギリス・清国協定が締結された。この協定でチベットとシッキムの国境が定められ（この国境は現在に至るまで変わらない）、イギリスはシッキムの内政、外政を握り、その保護国であることも確認された。
イギリスは行政官クロード・ホワイトをシキッム担当として派遣し、ガントクに駐在して行政を担当した。彼はシッキムの経済基盤たる農業を開発させるため、ネパール王国から大量の移民を移住させて、農地を開拓させた。その結果、ネパール人が急増、シッキムの人口の大多数を占めるようになり、ひいてはこれが王国滅亡の要因の一つとなった。
一方、トゥトブはカリンポンに移され、王権を剥奪されていた。彼はチベットへ亡命を図ったが、イギリスに逮捕、監禁された。その際、首都はトゥムロンから行政官が駐在するガントクに移された。
チベットはイギリス・清国協定の当事者でありながら無視されたため、北シッキムのギャオガンに軍事基地を建設した。イギリスはチベットとの対決を決意し、1902年に出兵して撃退すると、翌年にはイギリスのチベット遠征が行われ、ラサを占領した。その後、ネパールの首相チャンドラ・シャムシェル・ジャンガ・バハドゥル・ラナの仲介で、シッキム経由の交易中心地が2ヶ所開かれ、イギリスのチベットとの交易の目的は果たされた。
1914年2月11日、トゥトブはイギリスの監視下のもとガントクで死亡し、息子のシケオン・トゥルク・ナムゲルが王位を継承した。